# Enrique García Satur
Enrique García Satur (Buenos Aires, Argentina, 1910 - ibídem, 26 de febrero de 1972) fue un actor argentino cinematográfico y teatral y poeta criollo del siglo XX. Es el padre del también actor Claudio García Satur.

## Carrera
Satur fue un destacado actor cómico de reparto de gracia espontánea y chispeante que trabajó en una veintena de filmes argentinos, secundando a actores de la talla de Carlos Cores, Silvana Roth, Pepe Arias, Zully Moreno, Lolita Torres, Alberto Bello, Carlos Lagrotta, María Duval, Elisa Galvé, José Olarra, Floren Delbene, Oscar Valicelli, Enrique Chaico, Juan Carlos Thorry, Homero Cárpena, Hugo Pimentel, Alfonso Pisano, entre muchos otro.
Como poeta se lució con Tres cariños y Garúa, versos camperos para decir y cantar en 1955. También fue el autor de Arreando Ensueño, recitado por Fernando Ochoa.
En teatro se destacó en decenas de comedias muchas de ellas junto a la compañía de Paulina Singerman. Es autor del tango "Gurisa" éxito de Miguel Montero. También fue el autor de la comedia de tres actos Un pajuerano en la ciudad, que presentó el primer actor cómico Jesús Gómez en el Teatro Variedades en 1945.
Sus hermanos fueron el actor cómico Luis García Bosch y el payaso Gabriel García. Estuvo casado por varios años con Ángela, a quien todos apodaban  "Mamama".

## Fallecimiento
Enrique García Satur falleció luego de una larga enfermedad el sábado 26 de febrero de 1972, exactamente una semana antes de que su hijo debutara con la telenovela Rolando Rivas, taxista por Canal 13, protagonizado junto a Soledad Silveyra. Sus restos descansan en el panteón de la Asociación Argentina de Actores del Cementerio de la Chacarita.

## Filmografía
- 1941: Fronteras de la ley
- 1941: Joven, viuda y estanciera
- 1942: Fantasmas en Buenos Aires
- 1942: El profesor Cero
- 1942: Vacaciones en el otro mundo
- 1943: La juventud manda
- 1943: Valle negro
- 1943: Las sorpresas del divorcio
- 1946: Un modelo de París
- 1947: Santos Vega vuelve
- 1948: Al marido hay que seguirlo
- 1948: La serpiente de cascabel
- 1949: Vidalita
- 1951: Llévame contigo
- 1955: El millonario
- 1958: Las apariencias engañan[5]

## Televisión
- 1969: Esto es teatro. Con Dario Vittori, Irma Córdoba, Susana Campos y Gilda Lousek.

## Teatro
En teatro se destacó en especial junto a actores como su gran amiga Eva Franco, Felisa Mary, Narciso Ibáñez Menta y Mecha Ortiz.
Algunas de las obras en la que actuó fueron:
- Cruza (1937), junto a Eva Franco, Fernando Ochoa, Herminia Franco y Narciso Ibáñez Menta.[7]
- Joven, viuda y estanciera (1937), con la Compañía de Eva Franco.
- Al marido hay que seguirlo (1944), estrenada en el Teatro Odeón.
- Don Fernández (1946), comedia de tres actos junto a Iris Portillo.
- ¡Ah, si yo fuera rica! (1950), con Paulina Singerman.
- Mónica perdió un complejo (1950), con Gloria Guzmán, Pablo Palitos y Sebastián Chiola.[8]
- En un viejo patio porteño
- El rumor de anoche (1959)

También trabajó en la elaboración textual de la obra Obstinación.